# 霜降り明星の笑野行動
『霜降り明星の笑野行動～笑わせあって生き残れ!!～』（しもふりみょうじょうのしょうやこうどう わらわせあっていきのこれ）は、2020年10月7日からフジテレビ系列で放送されているバラエティ番組である。お笑いコンビ霜降り明星の冠番組。

## 概要
『荒野行動』『PUBG』といったバトルロイヤルゲームをモチーフとし、山奥や孤島など外界から隔絶されたフィールドを舞台に、芸人たちが「笑ったら負け」のサバイバルバトルを繰り広げる。
かつて同局で放送されていた『めちゃ×2イケてるッ!』の企画『お笑いバトルロワイアル』や、『オモバカ8』の流れを汲んでおり、企画・演出を担当する"大村昂平"氏もこの番組を制作するにあたり研究したという。

## 放送リスト
| 回 | 放送日        | 放送時間（JST）   | 備考                             |
| -- | ------------- | ----------------- | -------------------------------- |
| 1  | 2020年10月7日 | 水曜24:25 - 25:25 |                                  |
| 2  | 2021年5月6日  | 木曜23:00 - 24:00 | 『クセバラWEEK』の一環として放送 |

## ルール
- プレーヤーの芸人は相手の位置を知らない状態でフィールドの各所へ配置される。
- フィールド内には様々な武器（小道具）が落ちており、プレーヤーはそれらを拾い戦いに備える（第2回ではボックスに書かれた大喜利をクリアしないと獲得できない）。救援物資（スペシャル武器）が空中から投下されることもある。
- 敵を見つけ“勝負したい”と思ったら、銃を向け「ファイヤー！」と叫ぶ。先に叫んだプレーヤーが先攻でバトル開始。1対1のバトルで、第1回は制限時間30秒×5ターン、第2回は60秒×2ターンで交互に敵を笑わせる。先に笑わせた方が勝ち。規定ターンで勝負がつかなかった場合は審判による判定で決着をつけ、敗者は「死亡」となる。なお、くすぐりなどの物理的攻撃は禁止。倒した敵の武器はもらうことができる。
- また、途中では"爆撃発生”と称するイベントが発生。第1回ではハリウッドザコシショウが無差別にプレイヤーを捜索。見つかってしまったプレーヤーはザコシショウの笑いに2分間耐えなければならない。第2回ではここまでの敗者たちが爆撃機として参加。3分以内に見つけた相手をいち早く笑わせたチームが入れ替わる形で復活となる。
- 1人倒す（番組内では“キル”と呼ばれる）ごとに賞金10万円が積み立て。最後まで生き残った場合は優勝賞金（第1回は40万円、第2回は50万円）も加算され、全て1人で倒すことができれば最高賞金100万円となる。ただし、死亡した時点で賞金は没収。

## 出演者

### メインキャスト
- 霜降り明星（粗品・せいや）

第1回では2人ともプレイヤーとして参加。第2回ではせいやはプレイヤーとして参加。粗品は司令官（審判）を務める。また、ゲーミング部屋を模したスタジオでゲームの様子を観戦する。

### プレイヤー
第1回
- 霜降り明星（粗品・せいや）
- 嶋佐和也（ニューヨーク）
- 安藤なつ（メイプル超合金）
- 井戸田潤（スピードワゴン）
- 後藤拓実（四千頭身）
- 野田クリスタル（マヂカルラブリー）

爆撃機
- ハリウッドザコシショウ

第2回
- せいや（霜降り明星）・ケツ（ニッポンの社長）
- FUJIWARA（藤本敏史・原西孝幸）
- 蛙亭（岩倉美里(現・イワクラ)・中野周平）
- ロッチ（コカドケンタロウ・中岡創一）
- 飯尾和樹（ずん）・岩井ジョニ男（イワイガワ）
- ハリウッドザコシショウ・永野

### 観戦ゲスト
- 池田美優（第1回・第2回）
- 山之内すず（第2回）

## スタッフ
- ナレーター：服部潤
- 構成：大井洋一、田中裕作、さかもと良助
- TP：高瀬義美
- CAM：渡邊健太郎
- 照明：藤沢勝
- VE：武田和浩
- AUD：高宮哲郎、小清水健治
- 美術プロデュース：三竹寛典
- デザイン：杉山宏樹
- アートコーディネーター：中村秀美
- 大道具：大川原祐也
- アクリル装飾：栩木崇行
- 持ち道具：土屋洋子
- メイク：山田かつら
- 衣装：林春来
- 編集：中島史雄
- MA：木村亮允
- 音響効果：高津浩史
- CG：キャニットG
- 広報：池田綾子
- TK：水越理恵
- デスク：吉永由佳
- 技術協力：
  - ニユーテレス、fmt、IMAGICA Lab.
  - ドローン撮影：藤本拓磨（メディア・リース）
- 協力：PIXTA
  - カラオケ音源協力：DAM（第一興商）
  - ロケ地：キャンプあかいけ
- 制作協力：IVSテレビ制作
- AD：廣井優樹、松本莉紗、原田和実、加藤祥太
- AP：石川好子
- ディレクター：宮田亮慶、西田良平、木村美早紀
- プロデューサー：石川敬大、渡邊正人
- 演出：大塚真史
- 企画・演出：大村昂平
- チーフプロデューサー：北口富紀子
- 制作：フジテレビ編成制作局制作センター第二制作室
- 制作著作：フジテレビ